# NGC 2993
NGC 2993 este o emission-line galaxy⁠(d) situată în constelația Hidra. A fost descoperită în 8 februarie 1785 de către William Herschel. Se află la o distanță de 32 de megaparseci de Pământ.